# Ferenc Kocsis
Ferenc Kocsis (* 8. července 1953 Budapešť, Maďarsko) je bývalý maďarský zápasník, reprezentant v zápase řecko-římském. V roce 1980 na olympijských hrách v Moskvě vybojoval v kategorii do 74 kg zlatou medaili.
V roce 1979 vybojoval zlato, v roce 1978 stříbro a v roce 1977 bronz na Mistrovství světa. V roce 1976 vybojoval páté a v roce 1984 sedmé místo na Mistrovství Evropy